# Aiton (Frankrijk)
Aiton (Savoyaards: Êton) is een gemeente in het Franse departement Savoie (regio Auvergne-Rhône-Alpes). De gemeente maakt deel uit van het arrondissement Saint-Jean-de-Maurienne. Aiton telde op 1 januari 2022 1.811 inwoners.

## Geografie
De oppervlakte van Aiton bedroeg op 1 januari 2022 16,29 vierkante kilometer; de bevolkingsdichtheid was toen 111,2 inwoners per km². De gemeente ligt in de Maurienne vallei, op de rechteroever van de Arc, bij de monding in de Isère. Er is een brug over de Arc naar Montgilbert aan de overkant.

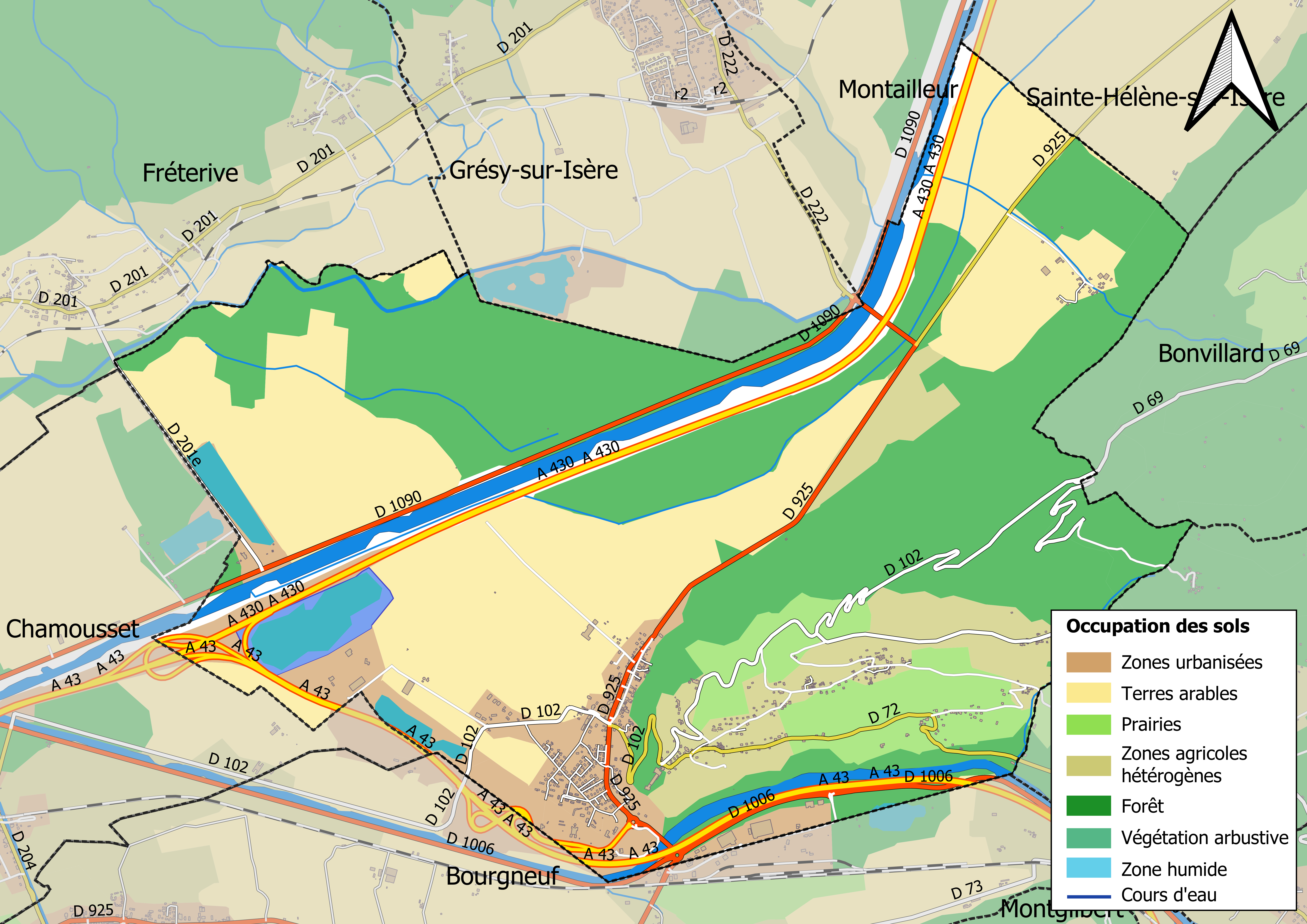
Kaart van de gemeente met de belangrijkste infrastructuur, bodemgebruik en omliggende gemeenten

## Demografie
Onderstaande figuur toont het verloop van het inwonertal (bron: INSEE-tellingen).